# 蒙塔涅
蒙塔涅（法語：Montagne，法語發音：[mɔ̃taɲ] ⓘ）是法国吉伦特省的一个市镇，属于利布尔讷区。

## 地理
蒙塔涅（44°55'49"N, 0°7'46"W）面积26.66 平方千米，位于法国新阿基坦大区吉倫特省，该省份为法国西南部沿海省份，是法國本土面积最大的省，北起滨海夏朗德省，西临大西洋，南至朗德省，东南接洛特-加龍省，东临多爾多涅省。
与蒙塔涅接壤的市镇（或旧市镇、城区）包括：圣克里斯托夫-德巴尔德、莱萨尔蒂盖德吕萨克、拉朗德德波姆罗勒、吕萨克、内阿克、皮斯甘、圣但尼德皮勒、圣埃米利永、圣艾蒂安德利斯、圣热内斯-德卡斯蒂永、波姆罗勒。

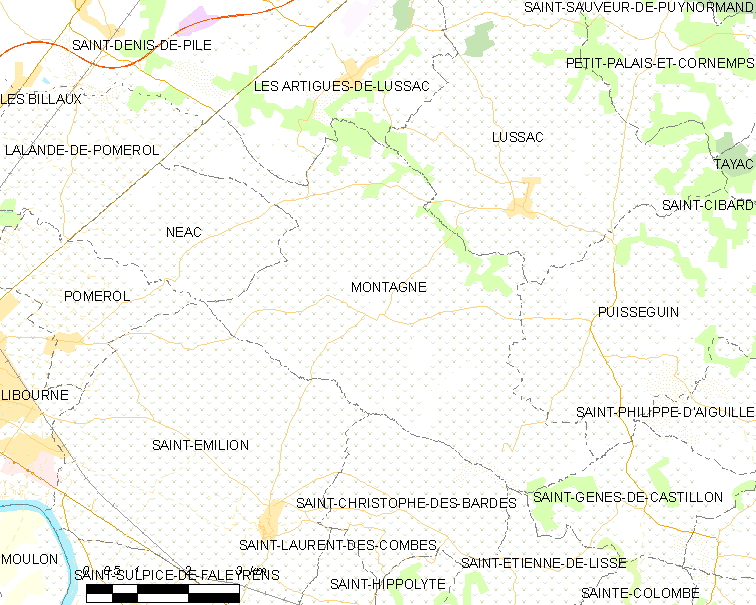
蒙塔涅的OSM定位图

蒙塔涅的时区为UTC+01:00、UTC+02:00（夏令时）。

## 行政
蒙塔涅的邮政编码为33570，INSEE市镇编码为33290。

## 政治
蒙塔涅所属的省级选区为北利布尔奈县。

## 人口

1962-2008年间蒙塔涅人口变化图示

蒙塔涅于2022年1月1日时的人口数量为1520人。